# Aleksander Chłopek
Aleksander Antoni Chłopek (ur. 13 grudnia 1946 w Chrzanowie) – polski polityk, nauczyciel i samorządowiec, poseł na Sejm V i VI kadencji.

## Życiorys
Ukończył studia z zakresu filologii polskiej na Wydziale Filologicznym Uniwersytetu Jagiellońskiego z tytułem zawodowym magistra filologii polskiej. Odbył studia podyplomowe w Uniwersytecie Śląskim (literatura współczesna), a także ukończył Studium Teatralne przy Wojewódzkim Ośrodku Kultury w Katowicach. Do czasu przejścia na emeryturę pracował jako nauczyciel.
W latach 60. działał w duszpasterstwie akademickim w kościele św. Anny w Krakowie, był inwigilowany przez Służbę Bezpieczeństwa. Od 1978 do 1981 należał do Polskiej Zjednoczonej Partii Robotniczej (pod koniec zasiadając w egzekutywie komitetu miejskiego), w 1980 wstąpił do „Solidarności”. W latach 1992–1995 działał kolejno w Unii Demokratycznej i Unii Wolności. Od 2001 należał do Prawa i Sprawiedliwości. W 2012 zajął się tworzeniem struktur Solidarnej Polski w Gliwicach, zrezygnował jednak z aktywności partyjnej.
W latach 1990–1998 i 2002–2005 zasiadał w gliwickiej radzie miasta. W wyborach samorządowych w 1998 bezskutecznie ubiegał się o reelekcję z listy Akcji Wyborczej Solidarność. Od 1990 do 1991 wchodził w skład zarządu miasta. Z listy Prawa i Sprawiedliwości w wyborach parlamentarnych w 2001 bezskutecznie kandydował do Sejmu, a w wyborach w 2005 został wybrany na posła V kadencji w okręgu gliwickim liczbą 5366 głosów. Bez powodzenia kandydował na urząd prezydenta Gliwic w wyborach samorządowych w 2006 i 2010. W wyborach parlamentarnych w 2007 po raz drugi uzyskał mandat poselski, otrzymując 5762 głosy. W 2011 bez powodzenia ubiegał się o reelekcję.

## Odznaczenia
W 2017 otrzymał Krzyż Wolności i Solidarności i Złoty Krzyż Zasługi.